# 바우덕이 (드라마)
《바우덕이》는 1981년 12월 5일에 방영된 TV문학관이다.

## 줄거리
경기도 안성의 남사당패 소속으로 마지막 꼭두쇠였던 김암덕(정윤희). 그녀의 짧고 기구한 일생을 통해 남사당패라는 사라져 간 대중예술의 애환을 표현하고자 하였다.

## 출연
- 정윤희
- 신구
- 김진해
- 강부자
- 황정아
- 정해창
- 이성웅
- 백윤식
- 최승철
- 이대로
- 이주실
- 최명수
- 윤덕용
- 김성환
- 김종구
- 서영진
- 안성호
- 장학수
- 이미경
- 장희진
- 유병준
- 신동훈
- 정종준
- 이두섭
- 강태호